# Rockstar Ate My Hamster
Rockstar Ate My Hamster is een computerspel dat werd ontwikkeld en uitgegeven door de The Codemasters Software Company Limited. Het spel kwam in 1988 uit voor de Atari ST en de Commodore 64. Een jaar later kwam het spel ook beschikbaar voor andere homecomputers. De speler moet een rockstar kiezen, een outfit kiezen en een album opnemen.

## Releases
- Amiga (1989)
- Amstrad CPC (1989)
- Atari ST (1988)
- Commodore 64 (1988)
- ZX Spectrum (1989)

## Ontvangst
| Beoordeeld door                       | Platform     | Datum          | Score |
| ------------------------------------- | ------------ | -------------- | ----- |
| ACE (Advanced Computer Entertainment) | Commodore 64 | september 1989 | 85%   |
| Power Play                            | ZX Spectrum  | mei 1989       | 72%   |
| ST Format                             | Atari ST     | december 1990  | 68%   |